# Julie de Bourbon, Mademoiselle de Châteaubriant
Julie de Bourbon, Mademoiselle de Châteaubriant, född 1668, död 1710/1723, var en fransk aristokrat. Hon var mätress till kung Ludvig XIV av Frankrike under år 1683.

## Biografi
Hon var utomäktenskaplig dotter till Henri Jules av Bourbon, prins de Condé (1643-1709) och Françoise Charlotte de Montalais (1633-1718). Hennes mor var änka och anställd som guvernant vid hennes fars familj då hon föddes. Hennes far erkände henne inte öppet, men hans familj tog ansvar för henne. 
Hon beskrivs som vacker, livlig och flirtig. År 1683 hade hon en tillfällig sexuell förbindelse med kungen. Förbindelsen uppges ha arrangerats av hennes fars familj Condé, som just då var i onåd hos kungen och ville göra honom en tjänst för att återfå sin gunst. Vid denna tid hade Madame de Maintenons inflytande ökat så kraftigt att kungen beslöt att avsluta sina sexuella relationer utanför äktenskapet, och relationen blev inte långvarig. 
Hon blev slutligen legitimerad av sin far år 1693, med tillstånd från kungen. Familjen Condé ville gärna att hon skulle bli nunna, men hon vägrade. Hon gifte sig 1695 med Armand de Madaillan de Lesparre (1652-1738), markis de Lassay. Efter giftermålet förklarade hon att hon gått med på vigseln endast för att slippa ifrån den riskabla position som ogift fröken; hon separerade från sin make och flyttade till en egen bostad med sin älskare abbé de Chaulieu.